# 王淑妃 (朱祐杬)
王淑妃（15世纪—1532年），兴献王朱祐杬的侍妾，善化公主的母亲，明世宗朱厚熜的庶母。

## 生平
史书未记载王氏生年。弘治十六（1503年）六月二十八日，王氏为兴献王朱祐杬生下次女（嘉靖时追封善化长公主）。女儿十岁时病故。
正德十六年（1521年），明武宗駕崩。因明武宗生前沒有子女，也沒有在世的兄弟，因此皇位繼承者只能從武宗仍在世的叔父及其後人中尋找。其中，武宗叔父興獻王朱祐杬，是武宗的父親－明孝宗最年長的弟弟，但朱祐杬比明武宗早亡故兩年，因此最後由朱祐杬之子朱厚熜繼承帝位。
朱厚熜繼位後，為了尊封亡父興獻王朱祐杬而引發大禮議事件，最終明世宗成功追尊亡父為明睿宗、尊封生母蔣氏為皇太后，同時尊封庶母王氏为睿庙淑妃。
嘉靖十一年（1532年）八月丙戍，王淑妃逝世，諡為溫靜淑妃，明世宗為此辍朝三日，並下诏王淑妃的葬仪依明憲宗柏賢妃之舊事辦理。